# Trancemission
Trancemission gilt als Mitbegründer des deutschen Heavy Metal der 1980er Jahre und ist eine der wenigen Bands aus jener Zeit, die heute noch aktiv ist.

## Vorgeschichte
Siehe Artikel Trance (Band).

## Neugründung
Erst im Jahre 2002 strebte man noch einmal eine Reunion an. Mit neuer Besetzung und wieder unter dem Namen Trancemission gingen Lothar Antoni, aus dessen Feder die meisten erfolgreichen Rock-Klassiker der Band stammen, und Andreas Meyer erneut ins Studio. Im Januar des Jahres 2003 produzierten sie gemeinsam mit Joe J. Hagl am Bass und Alex Franken an den Drums das Album Back in Trance II, welches von der Fachpresse gelobt wurde und wieder zu TV- und Radio-Auftritten führte.
Im August 2005 wurde das Folgealbum von Back in Trance II eingespielt und im Oktober 2005 unter dem Titel Mine veröffentlicht. In den Folgejahren erhielt dieses Album mehrere sehr gute Kritiken in verschiedenen Rock- und Metal-Magazinen, was den Bekanntheitsgrad der neuen Formation mehr und mehr steigerte und 2010 auch die Teilnahme an einem der größten Rockfestivals Europas, „Rock of Ages“, mit sich brachte.
2011, zum 30-jährigen Bühnenjubiläum der Band, wurde eine „30th Anniversary-Tour“ durchgeführt. Es folgten wieder TV- und Radio-Auftritte. Mehrere Plattenfirmen hatten Interesse an der Band. Nachdem die Zusammenarbeit mit „Harrie Smits“ (Ex-Helloween-Manager) begann, erfolgten die Verhandlungen mit den Plattenfirmen. Am Ende entschied man sich für Pure Steel Records und es begannen die Aufnahmen zum neuen Album Naked Flames.
Mit Zustimmung der neuen Plattenfirma wurde für das Jubiläumskonzert im Dezember 2011 eine Vorab-Limited-Edition (andere Songauswahl) der neuen CD gepresst, die nur auf diesem Konzert verkauft wurde. Das offizielle Erscheinungsdatum der Naked Flames-CD wurde auf Juli 2012 festgelegt. Live vorgestellt wurden Songs aus Naked Flames beim Auftritt am 11. August 2012 bei „Rock am Friedensdenkmal“ Edenkoben.
Im Laufe des Jahres 2014 unterbrach die Band die Produktion ihrer neuen CD, um für Act4Aid (Gemeinsam gegen Kinderarmut e. V.) eine Hymne aufzunehmen und als EP zu veröffentlichen, dadurch wurde die Veröffentlichung der neuen CD von Ende Sommer/Anfang Herbst 2014 auf Frühjahr 2015 verschoben.
Nach einer Produktionszeit von über einem Jahr erschien am 9. Oktober 2015 die neue CD Paranoia.
Im Oktober 2017 spielte Trancemission auf einem Festival in Landau in der Pfalz, dieses Konzert wurde live mitgeschnitten. Bei diesem Konzert spielte auch Daniel Antoni als Gastmusiker mit. Zu Beginn des Jahres 2018 wurde dann der Live-Mitschnitt gesichtet und man begann mit den Vorbereitungen für das erste Live-Album der Band. Im Verlauf des Jahres entschied man sich auch Daniel Antoni als festes Bandmitglied ins aktuelle Lineup aufzunehmen.
Im Oktober 2018, bei einem Benefizkonzert zu Ehren des verstorbenen Sensles-Sänger Jürgen „Hille“ Hillenbrand, wurde die neue Live-CD veröffentlicht.
Im 1. Corona-Lockdown 2020 begann die Band mit der Produktion einer Best-of-CD. Diese sollte aus 3 CDs bestehen. Die erste CD umfasst eine Best-Of-Zusammenstellung, auf die zweite CD haben befreundete Sänger (unter anderem auch Markus Becker „Das rote Pferd“) ihre Trancemission Lieblingssongs neu interpretiert und auf der dritten CD wurden noch unveröffentlichte Songs aus älteren CD-Produktionen und zwei neue Songs veröffentlicht.
Am 29. April 2022 gab Trancemission für Lothar Antoni ein Abschiedskonzert. Der langjährige Sänger und Gründungsmitglied beendete mit diesem Konzert seine aktive Live-Karriere bei der Band. Nachfolger am Gesang sollte dessen Sohn Daniel Antoni werden. Dieser entschied sich aber dann im Laufe des Jahres 2023, aus privaten Gründen, die Band wieder zu verlassen. Im selben Jahr verließ auch der langjährige Schlagzeuger Alex Franken die Band. Das Bandprojekt Trancemission stand kurz vor dem Aus. Erst als man mit Martin „Maddin“ Trautmann an der Gitarre, Daniel Schardt am Schlagzeug und Christian „Keule“ Haas am Gesang die vakanten Positionen in der Band wieder besetzen konnte, nahm das Band-Projekt wieder fahrt auf.
2024 wurde dann eine EP mit alten Trancemission-Song, zum Anlass des ersten Konzerts am 4. Mai 2024 mit der neuen Besetzung, veröffentlicht.
Am 5. Februar 2025 verstarb Gründungsmitglied und Sänger Lothar Antoni nach langer, schwerer Krankheit.
Aktuell arbeitet die Band an neuem Songmaterial für eine neue CD die Ende 2025 erscheinen soll.

## Diskografie
- siehe auch Trance (Band)#Diskografie

### Studioalben
- 1989: Back in Trance I[4]
- 2003: Back in Trance II
- 2005: Mine
- 2011: Naked Flames (Limited Edition mit anderer Songauswahl, wurde nur beim 30-jährigen Jubiläums-Konzert verkauft)
- 2012: Naked Flames (Offizielle Veröffentlichung)
- 2014: Act4Aid – EP (Offizielle Hymne für Act4Aid – Gemeinsam gegen Kinderarmut e. V.)
- 2015: Paranoia
- 2018: On Stage (live)
- 2020: VI (Best of plus 2 Bonus-CDs)
- 2024: Changes – EP (6 alten Song mit neuem Sänger)

### Singles
- 2021: Bowhunter (Limited Edition)

### DVDs
- 2004: Limited Edition (DVD & Audio-CD)